# United Cup
La United Cup és una competició tennística mixta disputada anualment entre països organitzada per la International Tennis Federation. El torneig es va crear l'any 2022 com la unió del format de l'ATP Cup i els equips mixts de la Hopman Cup. Es disputa durant onze dies en tres ciutats australianes i serveix com a preparació de l'Open d'Austràlia.

## Format
En cada eliminatòria es disputen cinc partits, dos individuals masculins, dos individuals femenins i un de dobles mixts. Les eliminatòries es disputen entre dues sessions, en la primera dos partits individuals, un de cada sexe, i en la segona sessió els tres partits restants, essent el partit de dobles en darrer lloc.
Cada ciutat alberga dos grups de tres països per disputar la fase de grups, en format round robin. Els dos guanyadors d'aquests grups disputen una final per escollir el país que accedeix a la fase final. Aquest format permet decidir tres dels quatre semifinalistes, de manera que el millor dels tres perdedors d'aquestes finals esdevé el quart semifinalista. Després de la fase de grups hi ha un dia de descans perquè tots els països puguin viatjar a la ciutat on es disputa la fase final. Les semifinals es disputen en dos dies mentre que la final en un sol dia.
Els equips estan formats per tres o quatre tennistes de cada circuit i tenen un capità que pot ser un dels tennistes.

### Classificació
Els divuit països participants en el torneig hi accedeixen segons els següents criteris:
- Sis països segons el rànquing ATP del tennista amb millor rànquing.
- Sis països segons el rànquing WTA de la tennista amb millor rànquing.
- Sis països segons la combinació dels rànquings ATP i WTA de millor tennista en cada rànquing.

Austràlia té garantida una plaça al torneig independentment que no compleixi cap dels criteris per ser el país organitzador del torneig.

## Seus
El torneig es disputa en tres ciutats australianes Brisbane, Perth i Sydney. En cada ciutat es disputen els partits de dos grups de la fase de grups, i la final dels dos equips guanyadors per triar els semifinalistes. La fase final del torneig es celebra íntegrament a Sydney, on es disputen les semifinals i la final. Les seus on es disputen els partits són Pat Rafter Arena de Brisbane, RAC Arena de Perth i el Ken Rosewall Arena de Sydney.

## Palmarès
| Any  | Campió           | Finalista | Resultat |
| ---- | ---------------- | --------- | -------- |
| 2025 | Estats Units (2) | Polònia   | 2 − 0    |
| 2024 | Alemanya         | Polònia   | 2 − 1    |
| 2023 | Estats Units     | Itàlia    | 4 − 0    |

## Estadístiques
| Títols | País         | Edicions   | Finalista |
| ------ | ------------ | ---------- | --------- |
| 2      | Estats Units | 2023, 2025 | 0         |
| 1      | Alemanya     | 2024       | 0         |
| 0      | Polònia      | −          | 2         |
| 0      | Itàlia       | −          | 1         |